# دودي ستيفنز
دودي ستيفنز (بالإنجليزية: Dodie Stevens)‏ هي موسيقية ومغنية أمريكية، ولدت في 17 فبراير 1946 في شيكاغو في الولايات المتحدة.

## وصلات خارجية
- الموقع الرسمي
- دودي ستيفنز على موقع IMDb (الإنجليزية)
- دودي ستيفنز على موقع ميوزك برينز (الإنجليزية)
- دودي ستيفنز على موقع أول ميوزيك (الإنجليزية)
- دودي ستيفنز على موقع ديسكوغز (الإنجليزية)
- دودي ستيفنز على موقع قاعدة بيانات الفيلم (الإنجليزية)